# Championnat britannique des voitures de tourisme 1968
Le Championnat britannique des voitures de tourisme 1968 était la 11e saison du championnat britannique des voitures de tourisme, remporté par l'australien Frank Gardner pour la seconde fois consécutive. Le championnat a débuté à Brands Hatch le 17 mars 1968 et s'est terminé sur le même circuit le 20 octobre 1968.

## Calendrier
| Manche | Circuit        | Date        | Pilote vainqueur | Ecurie vainqueur                     | Voiture vainqueur    |
| ------ | -------------- | ----------- | ---------------- | ------------------------------------ | -------------------- |
| 1      | Brands Hatch   | 17 mars     | Brian Muir       | Bill Shaw Racing                     | Ford Falcon Sprint   |
| 2      | Thruxton       | 15 avril    | Brian Muir       | Bill Shaw Racing                     | Ford Falcon Sprint   |
| 3      | Silverstone    | 27 avril    | Brian Muir       | Bill Shaw Racing                     | Ford Falcon Sprint   |
| 4 A-B  | Crystal Palace | 3 juin      | Steve Neal       | Cooper Car Co.                       | Austin Mini Cooper S |
| 4 C-D  | Crystal Palace | 3 juin      | Brian Muir       | Bill Shaw Racing                     | Ford Falcon Sprint   |
| 5 A-B  | Mallory Park   | 23 juin     | John Fitzpatrick | Team Broadspeed/Bristol Street Group | Ford Escort 1300 GT  |
| 5 C-D  | Mallory Park   | 23 juin     | Brian Muir       | Bill Shaw Racing                     | Ford Falcon Sprint   |
| 6      | Brands Hatch   | 20 juillet  | Frank Gardner    | Alan Mann Racing                     | Ford Escort TC       |
| 7      | Silverstone    | 27 juillet  | David Hobbs      | Malcolm Gartlan Racing               | Ford Falcon Sprint   |
| 8      | Croft          | 10 août     | Roy Pierpoint    |                                      | Ford Falcon Sprint   |
| 9      | Oulton Park    | 17 août     | Brian Muir       | Bill Shaw Racing                     | Ford Falcon Sprint   |
| 10     | Brands Hatch   | 2 septembre | Roy Pierpoint    |                                      | Ford Falcon Sprint   |
| 11     | Brands Hatch   | 20 octobre  | Frank Gardner    | Alan Mann Racing                     | Ford Escort TC       |

## Classement final

### Pilotes
| Championnat pilotes | Championnat pilotes | Championnat pilotes  | Championnat pilotes                  | Championnat pilotes |
| Pos.                | Pilote              | Voiture              | Ecurie                               | Points              |
| ------------------- | ------------------- | -------------------- | ------------------------------------ | ------------------- |
| 1                   | Frank Gardner       | Ford Escort TC       | Alan Mann Racing                     | 84                  |
| 2                   | Brian Muir          | Ford Falcon Sprint   | Bill Shaw Racing                     | 58                  |
| 3                   | Brian Robinson      | Ford Lotus Cortina   | A.G. Dean Racing Ltd.                | 50                  |
| 4                   | John Rhodes         | Austin Mini Cooper S | Cooper Car Co.                       | 50                  |
| 5                   | Roy Pierpoint       | Ford Falcon Sprint   |                                      | 44                  |
| 6                   | John Fitzpatrick    | Ford Escort 1300 GT  | Team Broadspeed/Bristol Street Group | 42                  |